# Michael Johns
Michael Johns, född Michael John Lee 20 oktober 1978 i Perth, Western Australia, död 1 augusti 2014 i Tustin, Kalifornien, var en australisk sångare som år 2008 kom på åttonde plats i den sjunde säsongen av American Idol. I juni 2009 utgav han albumet Hold Back My Heart som såldes i 20 000 exemplar.
Johns avled den 1 augusti 2014 vid en ålder av 35 år efter att han hade drabbats av dilaterad kardiomyopati, en hjärtmuskelsjukdom.